# إريك وريل
إريك وريل (بالإنجليزية: Eric Worrell)‏ هو كاتب أسترالي، ولد في 27 أكتوبر 1924 في سيدني في أستراليا، وتوفي في 13 يوليو 1987 في Wyoming, New South Wales ‏ في أستراليا.